# Julijanski kalendar
Julijanski kalendar uveo je Gaj Julije Cezar 45. pr. Kr. i koristio se u cijeloj Europi do 16. stoljeća, kada se prešlo na gregorijanski kalendar. Na prvom ekumenskom saboru u Niceji 325. godine kršćanska je crkva prihvatila julijanski kalendar kao temeljni kalendar. 
Dužina trajanja godine u julijanskom kalendaru iznosi prosječno 365¼ dana, što se postiže ubacivanjem jednog dodatnog dana svake četvrte godine. Julijanska godina nešto je duža od tropske, a ova razlika akumulira se na jedan dan svakih 128 godina. Po julijanskom kalendaru, svaka godina čiji je broj djeljiv s 4 je prijestupna i sadrži 366 dana, dok ostale sadrže 365 dana. Nakon uvođenja julijanskog kalendara 45. pr. Kr. najprije je, greškom, svaka treća godina bila prijestupna. Prijestupne su bile sljedeće godine: 45. pr. Kr., 42. pr. Kr., 39. pr. Kr., 36. pr. Kr., 33. pr. Kr., 30. pr. Kr., 27. pr. Kr., 24. pr. Kr., 21. pr. Kr., 18. pr. Kr., 15. pr. Kr., 12. pr. Kr., 9. pr. Kr., 8. n. e., 12. n. e. i dalje svaka četvrta. Pošto je greška kasnije uočena, car August je naredio izbacivanje svih prijestupnih godina između 9. pr. Kr. i 8. n. e. čime je zaslužio da se jedan mjesec nazove njegovim imenom.
Treba imati u vidu da se u ovo vrijeme godine još nisu brojile od rođenja Isusa Krista, već od osnivanja Rima 753. pr. Kr. te je sretna slučajnost što su za prijestupne godine uzete baš one djeljive s 4 brojeno od Kristovog rođenja.
Julije Cezar prvobitno je odredio da svi neparni mjeseci imaju po 31 dan, a parni po 30, osim veljače koji je u običnoj godini imao 29 dana, a 30 u prijestupnoj. Mjeseci su se zvali: Januarius, Februarius, Martius, Aprilis, Maius, Junius, Quintilis, Sextilis, September, October, November i December. Godine 44. pr. Kr. mjesec Quintilis je preimenovan u Julius (današnji srpanj) u slavu Julija Cezara. Godine 8. pr. Kr. odlučeno je da se jedan mjesec nazove imenom cara Augusta, a pošto je on najviše ratnih pobjeda napravio u mjesecu Sextilis-u, ovaj mjesec nazvan je po njemu – August (kolovoz).
Još od 13. stoljeća Augustu se pripisuje da je svom mjesecu dodao jedan dan kako bi bio jednak Cezarovom, međutim takve su dužine bile čak i prije Cezara.
Julijanski kalendar nije savršen i njegova greška se povećavala svakih 128 godina za jedan dan. To je kasnije primijećeno, pa je na saboru u Niceji 325. godine odlučeno da se iz kalendara izbace 3 dana koja predstavljaju akumuliranu razliku. Pošto je Julijanski kalendar i dalje ostao nepromijenjen, razlika se do 16. stoljeća akumulirala na 10 dana. Kada su ovo uočili, astronomi su odlučili izraditi novi kalendar koji će biti precizniji. Osim toga, trebalo je i izbaciti 10 dana viška iz kalendara. To je postignuto uvođenjem gregorijanskog kalendara.
Julijanski kalendar danas upotrebljavaju Antiohijska pravoslavna crkva, Crnogorska pravoslavna crkva, Gruzijska pravoslavna Crkva, Jeruzalemska patrijaršija, Makedonska pravoslavna crkva, Ruska pravoslavna Crkva, Srpska pravoslavna crkva i neki samostani na Svetoj gori u Grčkoj. Ukrajinska pravoslavna crkva je u svibnju 2023. donijela odluku o korištenju gregorijanskog kalendara umjesto julijanskog za određivanje dana slavljenja Božića kao čin otpora ruskoj invaziji na Ukrajinu.